# Euxoa nivalis
Euxoa nivalis är en fjärilsart som beskrevs av Vorbrodt 1912. Euxoa nivalis ingår i släktet Euxoa och familjen nattflyn. Inga underarter finns listade i Catalogue of Life.